# Paraíso (teatro)

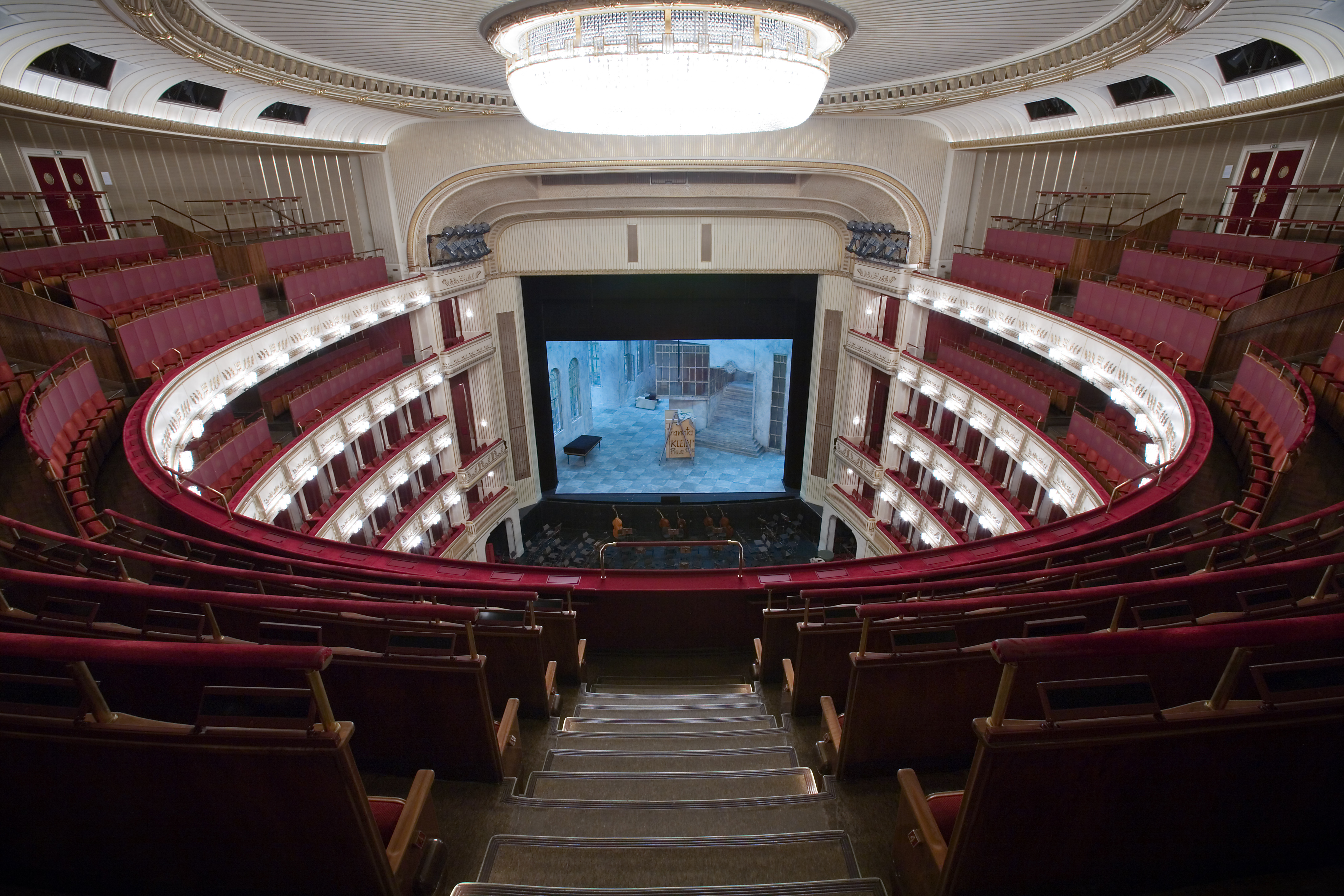
Panorámica desde las localidades del paraíso, tocando el techo del auditorio de la Ópera de Viena.

El paraíso es la zona de localidades económicas del piso más alto de los grandes teatros a la italiana por encima del último anfiteatro; recibiendo otras denominaciones como gallinero, cazuela y general. A veces también se llama así al fondo de una sala de espectáculos, con precios populares.

## En el conjunto de la arquitectura teatral
Narciso Díaz de Escovar y Francisco de Paula Lasso de la Vega dejaron una excelente descripción de los espacios del conjunto total del edificio teatral renacentista que serviría de base al teatro de modelo italiano:

"En un principio el teatro fue un simple tablado; luego se establecieron los corrales, donde se levantaba también un pequeño tablado, cuyo proscenio (la embocadura del escenario) ocupaba una orquesta cuando la comedia lo requería; delante de él se ordenaban unos bancos reservados para los que adquirían billetes personales, y detrás se colocaba el pueblo, de pié y al aire libre, por otros nombres: infantería (por su postura necesariamente erguida) y mosqueteros (que eran los que habitualmente ocupaban la parte trasera y más bulliciosa del patio, sector del público que más tarde se trasladó al gallinero o al paraíso de los teatros a la italiana). Detrás de los mosqueteros había gradas para los hombres y la cazuela donde se apiñaban las mujeres. Por encima de todo ello, ocupando los costados y el fondo del corral, se encontraban los desvanes y aposentos, con palcos y balcones en que se colocaban gran número de damas y galanes, que constituían la parte más florida del concurso".